# Slo Burn
Slo Burn fue una banda estadounidense de stoner rock nacida en 1996 y disuelta en 1997.

## Biografía
La historia del grupo empieza en 1996, cuando John García líder de la aclamada banda de stoner rock Kyuss, forma Slo Burn, su primer proyecto tras la desaparición de Kyuss, junto a Chris Hale a la guitarra, Damon Garrison al bajo y Brady Houghton a la batería.
En 1996 el grupo lanza una demo de 5 canciones, y en abril de 1997 saca el EP "Amusing the Amazing" con el sello Malicious Vinyl. Según muchas entrevistas, García dijo que le hubiera gustado grabar un disco de mayor duración en lugar del EP.
Ese mismo año participan en el Ozzfest, decidiendo separarse al terminar esta gira en septiembre. Las razones de la separación nunca fueron aclaradas, aunque quizá contribuyó el poco éxito comercial del grupo.
Tras esto John García decide seguir con otro proyecto, también de breve duración, llamado Unida, y posteriormente, otro llamado Hermano, en el que se encuentra actualmente, y con el que parece haberse alejado de ese sonido tan característico de Kyuss, haciendo una música más accesible para un mayor número de oyentes.
Al ser el primer proyecto de García tras desaparecer Kyuss el sonido de Slo Burn posee unas raíces musicales que beben directamente de Kyuss, no hay más que oír “Pilot the dune” para cerciorarse de ello. Cogerán esa sonoridad densa presente en su música y dejarán a un lado la parte más melódica. Además el hecho de contar a la producción con Chris Goss, con el que García ya trabajó en Kyuss ;y a la forma de cantar de García, que sigue la línea marcada en su anterior grupo, marcarán más dicha similitud sónica.
Sin embargo, para muchos críticos, la música de Slo Burn era más directa y menos compleja que Kyuss. La AMG (Allmusic) describe su música como "simples estructuras formadas por ritmos monolíticos de guitarras" con "solos que vienen y van vibrando por el camino". 
A pesar de su corta duración, así como de su pequeña aportación musical, en forma de discos, es considerado como un grupo de culto por muchos de los amantes del stoner rock, por su sonido y por el carismático John Garcia, siendo el EP "Amusing the Amazing"' una verdadera joya de coleccionista.
En el 2001 un sello discográfico australiano Red Ant Entertainment edita un CD que contiene el EP "Amusing the Amazing" íntegramente, más 5 canciones. Aunque también circula una edición con una canción adicional “Son of God” en directo.

## Miembros
- John Garcia – voz
- Chris Hale – guitarra
- Damon Garrison – bajo
- Brady Houghton – batería

## Discografía
- Slo Burn Demo (1996, demo)
- Amusing the Amazing (1997, EP, Malicious Vinyl)
- The Red Ant Album (2001, Red Ant Entertainment)

## Giras
En su gira de 1997 su listado de canciones eran:
1 - Pilot the Dune
2 - July
3 - The Prizefighter
4 - Wheel fall (también conocida como 'Slo burn' en The Red Ant Album)
5 - Son of God
6 - Desconocida (¿Conception?)
7 - Muezli
En el 2017 estarán realizando una gira por Europa (Alemania, Francia y Reino Unido confirmado) y América (Estados Unidos), donde además de las canciones de 1997, estarán incluyendo una selección de temas clásicos de Kyuss. 
Están confirmadas actuaciones en los festivales Freak Valley Festival 2017 (Alemania), Desertfest 2017 (Reino Unido), Hellfest 2017 (Francia), y Psycho Las Vegas 2017 (Estados Unidos).